# Filipina Henriqueta de Hohenlohe-Langemburgo
Filipina Henriqueta de Hohenlohe-Langemburgo (em alemão:  Philippine Henriette; Langemburgo, 15 de novembro de 1679 — Bergzabern, 14 de janeiro de 1751) foi uma condessa de Hohenlohe-Langemburgo por nascimento e condessa de Nassau-Saarbrücken pelo seu casamento com Luís Crato de Nassau-Saarbrücken.

## Família
Filipina Henriqueta foi a nona filha e décima quinta criança nascida do conde Henrique Frederico de Hohenlohe-Langemburgo e de sua segunda esposa, a condessa Juliana Doroteia de Castell-Remlingen. Seus avós paternos eram o conde Filipe Ernesto de Hohenlohe-Langemburgo e a condessa Ana Maria de Solms-Sonnenwalde. Seus avós maternos eram o conde Wolfgang Jorge I de Castell-Remlingen e a condessa Juliana Sofia de Hohenlohe-Langemburgo.
Ela teve quinze irmãos por parte de mãe e pai. Alguns deles eram: o conde Alberto Wolfgang de Hohenlohe-Langemburgo, casado com Sofia Amália de Nassau-Saarbrücken, irmã do marido de Filipina; Cristiana Maria, freira na Abadia de Gandersheim; Joana Sofia, esposa do conde Frederico Cristiano de Schaumburgo-Lippe, etc.
Além disso, teve dois meio-irmãos e duas meia-irmãs pelo primeiro casamento de seu pai com Leonor Madalena de Hohenlohe-Weikersheim, que eram: Sofia Maria, Filipe Alberto, Maria Madalena e Ernesto Ebardo Frederico.

## Biografia
Aos dezenove anos, casou-se com o conde Luís Crato, de trinta e seis, em 25 de abril de 1699, em Saarbrücken. Ele era filho de Gustavo Adolfo de Nassau-Saarbrücken e de Leonor Clara de Hohenlohe-Neuenstein.
Eles tiveram três filhas. O conde morreu em 14 de fevereiro de 1713, aos 49 anos, após quase quatorze anos de casamento.
Filipina Henriqueta faleceu aos 71 anos de idade, em 14 de janeiro de 1751, na cidade de Bergzabern, no atual estado alemão da Renânia-Palatinado, quase 38 anos após ficar viúva. Foi enterrada em uma igreja na mesma cidade.

## Descendência
- Carolina de Nassau-Saarbrücken (12 de agosto de 1704 - 25 de março de 1774), esposa de Cristiano III do Palatinado-Zweibrücken, com quem teve quatro filhos;
- Luísa Henriqueta de Nassau-Saarbrücken (6 de dezembro de 1705 - 28 de outubro de 1766), esposa do príncipe Frederico Carlos de Estolberga-Gedern, com quem teve dois filhos;
- Leonor de Nassau-Saarbrücken (1 de julho de 1707 - 15 de outubro de 1769), esposa do príncipe Luís de Hohenlohe-Langemburgo, com quem teve treze filhos.